# Матиаш, Мариза
Мариза Изабель душ Сантуш Матиаш (порт. Marisa Isabel dos Santos Matias; род. 20 февраля 1976, Коимбра) — португальская учёная-социолог и политическая деятельница левого толка. Депутат Европейского парламента, впервые избранная в 2009 году и переизбранная в 2014 и 2019 годах. В настоящее время она входит в состав комитетов Европарламента по экономическим и валютным вопросам (ECON) и промышленности, исследований и энергетики (ITRE). В период с 2010 по 2016 год была вице-президентом Партии европейских левых.
В ноябре 2015 года «Левый блок» выдвинул кандидатуру Матиаш на президентских выборах 2016 года. Она заняла 3-е место с 10,12 % голосов, что стало лучшим на тот момент результатом, когда-либо достигнутым женщиной на президентских выборах в Португалии. Она вновь была кандидатом от Левого блока на президентских выборах 2021 года, но в этот раз заняла только 5-е место с 3,95 % голосов.

## Биография
Мариза Матиаш родилась в небольшой деревне Алкосе близ Коимбры. Как и её родители в своё время, она начала работать с 16-летнего возраста, чтобы позволить себе учёбу и помогать с семейным бюджетом. Она изучала социологию в Коимбрском университете, где в конечном итоге защитила докторскую диссертацию «Природа устала от нас? Здоровье, окружающая среда и новые формы гражданственности» (2009).
В 1997 году стала секретарём редакции Revista Crítica de Ciências Sociais, связанной с Центром социальных исследований Университета Коимбры, где с 2004 года занимала должность научного сотрудника. Также преподавала социологию и другие дисциплины в профессиональных и политехнических училищах.
Её области специализации включают здравоохранение в аспекте окружающей среды, социологию науки, политическую социологию, вопросы демократии и участие. Она опубликовала ряд научных статей, разделов книг и других публикаций о взаимосвязи между окружающей средой и здоровьем населения, наукой и знаниями, демократией и гражданством.

### Общественно-политическая деятельность
Матиаш занималась активизмом с 15-летнего возраста. Уже во время учёбы в Коимбре она активно участвовала в студенческих движениях против дороговизны обучения и стала вице-президентом студенческого совета. Среди прочего, с тех пор участвует в феминистическом движении. Она входит в руководство гражданской ассоциации Pro-Urbe в Коимбре.
Матиаш вошла в созданную троцкистами, маоистами и другими марксистами новую партию Левый блок, в котором была избрана членом Национального бюро и Исполнительного совета. Она также была национальным представителем «Движения за гражданство и ответственность за голос „да“» (Cidadania e Responsabilidade pelo Sim) в рамках национального референдума о декриминализации абортов в Португалии. В 2005 году возглавила список Левого блока на выборах в муниципалитет Коимбры.

### Депутат Европейского парламента

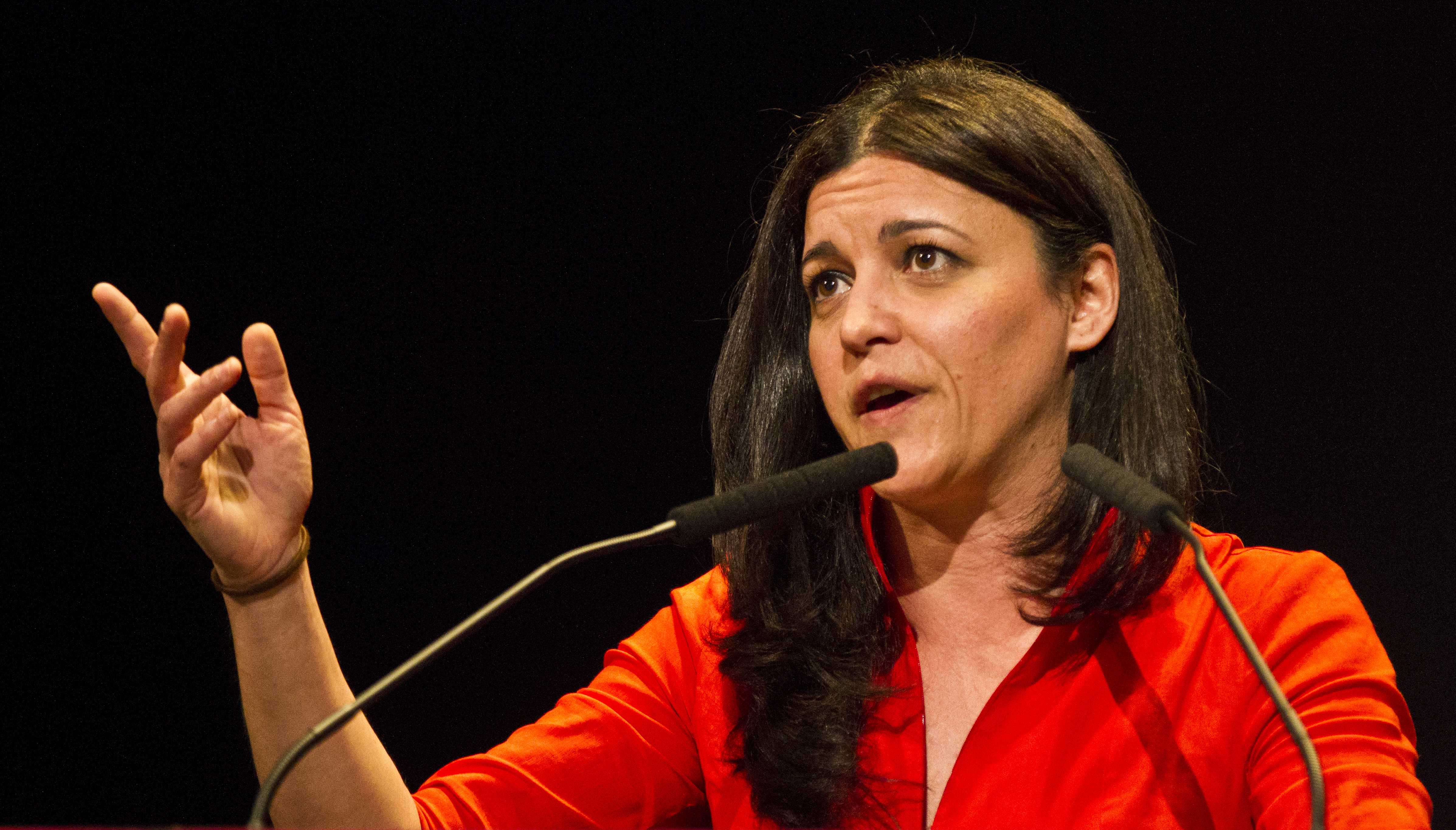
Мариза Матиаш на Международном форуме за эмансипацию и равенство.

В 2009 году Матиаш была избрана в Европейский парламент от Левого блока, который входит в политическую группу Европейские объединённые левые / Лево-зелёные Севера (GUE/NGL). Она стала членом Комитета по промышленности, исследованиям и энергетике и Комитета по окружающей среде, общественному здравоохранению и безопасности пищевых продуктов.
В начале своего мандата Матиаш была назначена докладчиком Европарламента для составления и согласования директивы о предотвращении оборота поддельных лекарств, угрожающих жизни пациентов — фальсификат приносил порядка 400—550 миллиардов евро прибыли в год. Директива, по которой почти два года шли переговоры с парламентскими группами и правительствами, была утверждена в 2011 году. Это был только второй раз с момента евроинтеграции Португалии, когда кто-то из её представителей в Европарламенте руководил процессом рамочной директивы — закона, который будет перенесён в судебную систему каждого из государств-членов ЕС.
В то же время она также была докладчиком европейской стратегии по борьбе с болезнью Альцгеймера и другими деменциями (Матиаш является вице-президентом Европейской ассоциации по борьбе с болезнью Альцгеймера), которая тоже была утверждена в 2011 году. Она была сопредседателем Европейской рабочей группы по диабету, став соавтором первой резолюции, когда-либо принятой в Европейском парламенте, «направленной на определение политической стратегии борьбы с эпидемией диабета» (2010). Кроме того, она участвовала в планировании и утверждении резолюций по раку и ВИЧ и была активным членом парламентского комитета вакцине против H1N1.

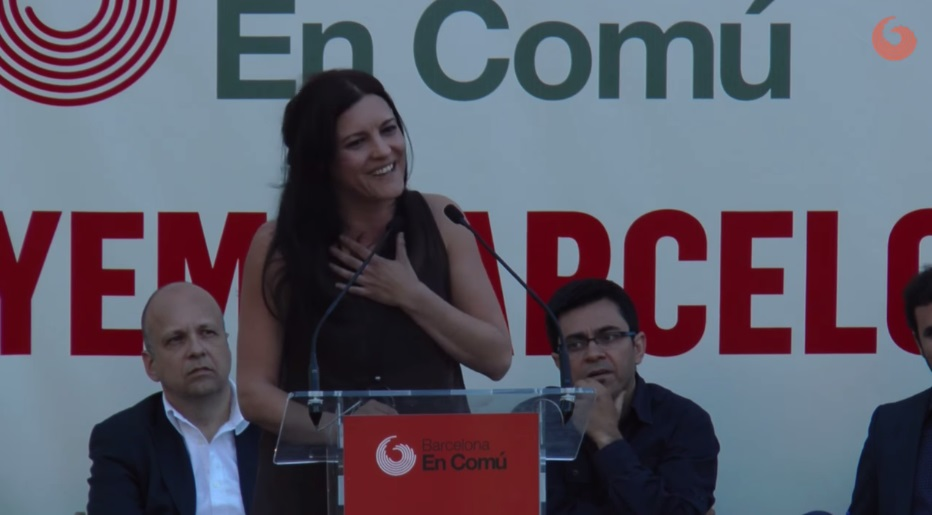
Мариза Матиаш в Барселоне (2015).

За её заслуги в 2011 году коллеги более чем 350 голосами избрали Матиаш Депутатом Европарламента года в области здравоохранения — единственной из евродепутатов фракции Европейских левых, удостоенной этой чести с момента её создания.
В течение 2011—2012 годов Матиаш была докладчиком парламента по определению Общей стратегической рамки для исследований и инноваций. Отчёт был утвержден в 2012 г. и заложил основу для программы Horizon 2020 по финансированию ЕС научных исследований и технологий на период 2014—2020 гг. Помимо предложения увеличить фонды и улучшить географическое распределение средств, она также включала значительное увеличение финансирования научных работ и стипендий. Позже Матиаш также вошла в команду из шести докладчиков, выбранных Европейским парламентом для определения и обсуждения предложений к программе, отвечая за Стратегическую повестку дня для инноваций. Законодательный пакет был одобрен в конце 2013 года и вступил в силу с января 2014 года.
В 2012 году Матиаш была назначена докладчиком Европарламента по оценке деятельности Европейского центрального банка (ЕЦБ) за прошедший год, когда в ЕЦБ сменилось руководство. После длительных споров и трудных переговоров её отчет был одобрен в комитете по экономическим и валютным вопросам с перевесом в один голос. Однако из-за дополнительных изменений (убравших внесённые Матиаш критику ЕЦБ как части европейской «Тройки» и предложение обязать ЕЦБ вернуть кредитуемым странам прибыль, полученную в результате сложных процессов купли-продажи активов государственного долга) в ходе окончательного голосования на пленарном заседании в 2013 году Матиаш отозвала своё имя под отчётом.

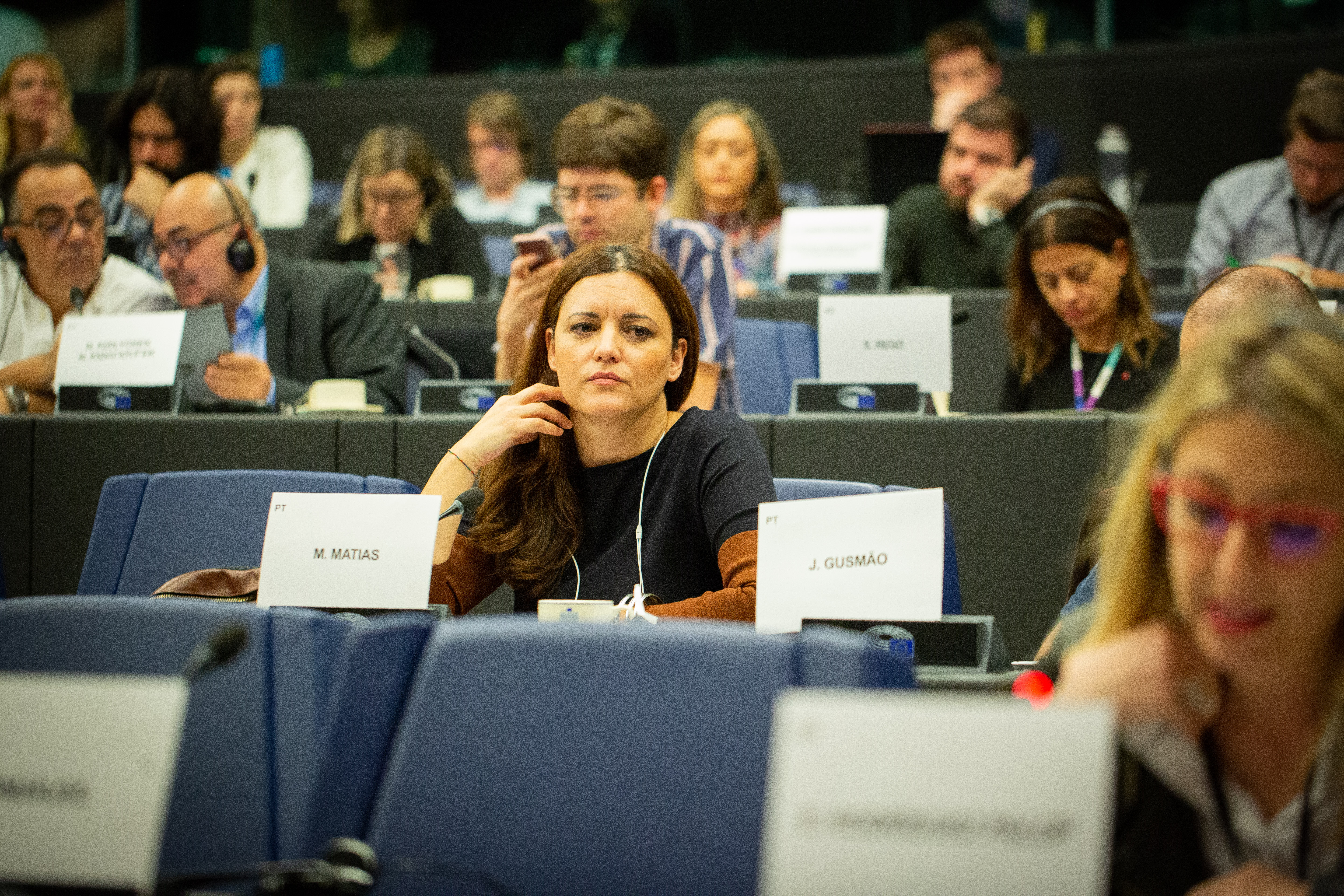
Мариза Матиаш на встрече с финалистами Премии Сахарова в Европарламенте (2019).

Мариза Матиаш выступила и докладчиком Европарламента по четырём мнениям о европейской стратегии адаптации к климатическим изменениям, пересмотру расчёта ВВП, предложению о новой многолетней структуре финансирования и по регулированию индексов товаров на фондовом рынке.
В качестве теневого докладчика, то есть евродепутата, ответственного в своей парламентской группе за отслеживание и обсуждение предложений коллег из других парламентских групп, Мариза Матиаш в течение своего первого евродепутатского срока следила за внесением 25 парламентских предложений. До настоящего времени она также выступила соавтором 119 предложений парламентских постановлений.
Матиаш вошла в делегации Европарламента по связям со странами Машрика (Египет, Иордания, Ливан и Сирия), Палестиной и Южной-Африканской Республикой. Она участвовала и председательствовала в нескольких парламентских переговорах с этими странами, в том числе в период «Арабской весны». В отношении Палестины разрабатывала инициативы, касающиеся облегчения гуманитарных последствий блокады сектора Газа.

### Кандидат в президенты
18 октября 2015 года координатор Левого блока Катарина Мартинш объявила, что, поскольку до сих пор не выдвинулся ни один заслуживающий доверия объединяющий левый кандидат на президентских выборах в январе 2016 года, Мариза Матиаш разрешила выдвинуть свою кандидатуру как представительницы их партии. 39-летняя Матиаш оказалась самой молодой участницей предвыборной гонки. Она заняла 3-е место с 10,12 % голосов, что является лучшим результатом не только для Левого блока, но и для всех женщин-кандидатов на президентских выборах в Португалии к тому моменту.
Сохраняя высокую личную популярность, на выборах в Европарламент 2019 года Матиаш, оставшаяся единственным евродепутатом своей партии по итогам выборов 2014 года, также привела Левый блок к уверенному третьему месту, удвоив результат до 9,82 % голосов.
9 сентября 2021 года Мариза Матиаш объявила, что снова будет баллотироваться в президенты на президентских выборах 2021 года, однако в этот раз она уступила не только ведущим право- и левоцентристским кандидатам, но также и выдвиженцам ультраправых и коммунистов.